# Germaine Mason
Germaine Mason (Kingston, 20 gennaio 1983 – Kingston, 20 aprile 2017) è stato un altista giamaicano naturalizzato britannico.

## Biografia
In carriera ha vinto con la misura di 2,34 m la medaglia d'argento ai Giochi olimpici di Pechino 2008. È scomparso nel 2017 all'età di 34 anni a seguito di un incidente motociclistico occorsogli in Giamaica.

## Palmarès
| Anno                                  | Manifestazione      | Sede          | Evento        | Risultato | Prestazione | Note                                   |
| ------------------------------------- | ------------------- | ------------- | ------------- | --------- | ----------- | -------------------------------------- |
| In rappresentanza della Giamaica      |                     |               |               |           |             |                                        |
| 2000                                  | Mondiali juniores   | Santiago      | Salto in alto | Argento   | 2,24 m      | Miglior prestazione nazionale under 20 |
| 2002                                  | Mondiali juniores   | Kingston      | Salto in alto | Bronzo    | 2,21 m      |                                        |
| 2003                                  | Giochi panamericani | Santo Domingo | Salto in alto | Oro       | 2,34 m      |                                        |
| 2004                                  | Mondiali indoor     | Budapest      | Salto in alto | Bronzo    | 2,25 m      |                                        |
| In rappresentanza della Gran Bretagna |                     |               |               |           |             |                                        |
| 2007                                  | Mondiali            | Osaka         | Salto in alto | 27º (q)   | 2,19 m      |                                        |
| 2008                                  | Giochi olimpici     | Pechino       | Salto in alto | Argento   | 2,34 m      | =                                      |